# Feijó, Acre
Feijó  este un oraș în unitatea federativă Acre (AC), Brazilia. La recensământul din 2007, Feijó a avut o populație de 31,288 de locuitori. Suprafața orașului Feijó este de 24,202 km². 